# Rick Peters
Rick Peters est un acteur américain né le 1er juin 1967 à Détroit au Michigan.

## Filmographie

### Cinéma
- 1994 : La Nuit des démons 2 (Night of the Demons 2) de Brian Trenchard-Smith : Rick
- 1996 : The Disappearance of Kevin Johnson (en) de Francis Megahy : Willis Stevens
- 1996 : Leprechaun 4 : Destination cosmos  de Brian Trenchard-Smith : Mooch
- 1999 : American Virgin : Tommy
- 2000 : Mafia parano d'Eric Blakeney : Bennett
- 2000 : Life/Drawing : le mauvais rencard de Lori
- 2006 : The Craving Heart : Lou Coventry
- 2009 : Fool's Dream : James
- 2009 : Kendall : le thérapiste
- 2009 : The Mel Bourne Ultimatum : Sid
- 2010 : Creed : Bernie Quinlan
- 2016 : Holidays : Coach Rockwell
- 2020 : One Week in Hollywood : Scottie

### Télévision
- 1992 : Corky, un adolescent pas comme les autres : le policier (1 épisode)
- 1992 : Freshman Dorm : Bronco (3 épisodes)
- 1993 : La Fête à la maison : Roger (1 épisode)
- 1994-1995 : Les McKenna : Dale Goodwin (5 épisodes)
- 1997 : Elvis Meets Nixon : Elvis Presley
- 1997 : Pensacola : Greg (2 épisodes)
- 1999 : Ultime Recours : Brian Buckingham (1 épisode)
- 1999-2000 : The Hoop Life : Greg Marr (22 épisodes)
- 2000 : Le Caméléon : Garrett Mohr (1 épisode)
- 2000 : Bull : Wallace Wesley (8 épisodes)
- 2001 : Providence : Mitch (2 épisodes)
- 2001 : Les Experts : Jerry Walden (1 épisode)
- 2002 : Smallville : Bob Rickman (1 épisode)
- 2002 : La Vie avant tout : Dave (1 épisode)
- 2002 : Le Monde merveilleux d'Andy Richter : Milo (1 épisode)
- 2002-2005 : Sue Thomas, l'œil du FBI : Bobby Manning (56 épisodes)
- 2005 : Les Experts : Miami : Robert Smith (1 épisode)
- 2005 : Close to Home : Juste Cause : Curt (1 épisode)
- 2005-2006 : Veronica Mars : Dr Tom Griffith (6 épisodes)
- 2006 : Heroes : Tom McHenry (2 épisodes)
- 2007 : Shark : Rob Demato (1 épisode)
- 2007 : FBI : Portés disparus : Dale Enty (1 épisode)
- 2007 : Las Vegas : le mari violent (1 épisode)
- 2008 : Swingtown : Tony Mareno (5 épisodes)
- 2009 : Bones : Dean Vernon Warner (1 épisode)
- 2009-2010 : Dexter : Elliot (9 épisodes)
- 2010 : Les Experts : Manhattan : Josh Weaver (1 épisode)
- 2010 : The Event : Lonner (3 épisodes)
- 2011 : Grey's Anatomy : Sean Greene (1 épisode)
- 2011 : Mentalist : Ed Masterson (1 épisode)
- 2012 : Desperate Housewives : Bradley (1 épisode)
- 2012 : Facing Kate : Carl Redmayne (1 épisode)
- 2012 : NCIS : Enquêtes spéciales : Vincent Maple (2 épisodes)
- 2012 : The Glades : Shama Lama Ding Dong (1 épisode)
- 2013 : Legit : Officier Johnson (1 épisode)
- 2013 : Twisted : Tim Calvert (1 épisode)
- 2013 : Rizzoli and Isles : AUSA King (1 épisode)
- 2013 : Major Crimes : Michael Harris (1 épisode)
- 2014 : Castle : Tony Blaine (1 épisode)
- 2014 : NCIS : Los Angeles : Adrian Davis (1 épisode)
- 2015 : Agent Carter : Dr Seth Honicky (1 épisode)
- 2015 : Murder : Clay Irvin (1 épisode)
- 2015 : NCIS : Nouvelle-Orléans : le commandeur de la Navy Thomas Freeman (1 épisode)
- 2016 : Frankenstein Code : Dr Pete Lesueur (1 épisode)
- 2016 : Esprits criminels : Warden Bart Shulman (1 épisode)
- 2016 : Masters of Sex : Nathan (2 épisodes)
- 2018 : Legends : Sid
- 2019 : Bixler Valley : Enquête au lycée (Bixler High Private Eye) : Russell DeWitt

### Jeu vidéo
- 1996 : Ace Ventura : voix additionnelles
- 1997 : G-Nome : voix additionnelles
- 1998 : Return to Krondor : voix additionnelles